# John Rhind

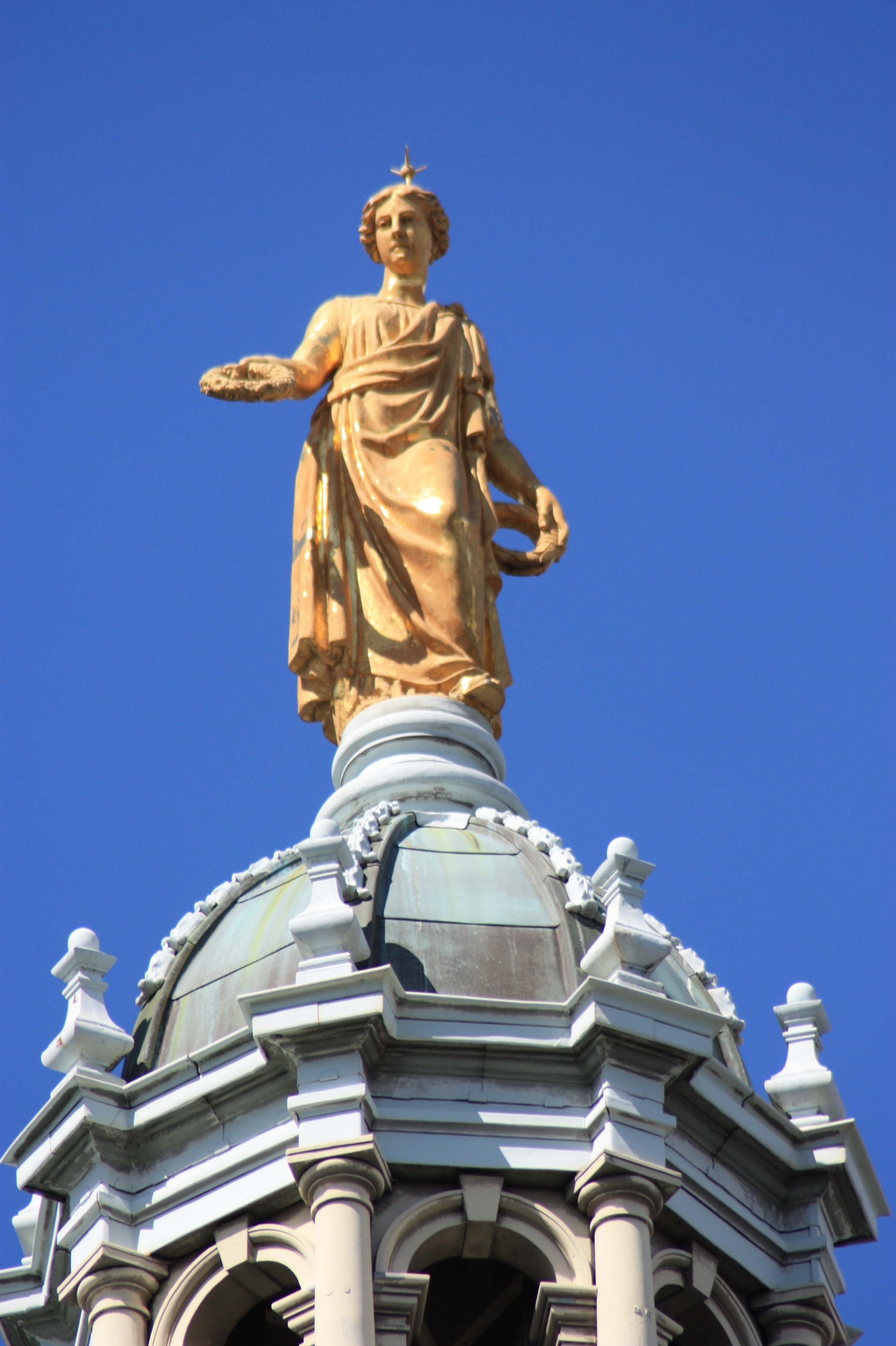
Goldene Statue der Nike auf der Hauptkuppel des Hauptsitzes der Bank of Scotland, Edinburgh, (1864–1870)

John Rhind (* 1828 in Banff, Schottland; † 5. April 1892 in Edinburgh, Schottland) war ein schottischer Bildhauer, der vor allem für seine Beiträge zur öffentlichen Skulptur und Architektur in Edinburgh bekannt ist.

## Leben
John Rhind wurde 1828 als Sohn eines Maurers in Banff geboren. Er ging bei Alexander Handyside Ritchie in Edinburgh in die Lehre und arbeitete in dessen Werkstatt am East Broughton Place. Von 1864 bis 1868 war er Meister der Freimaurerloge in der Hill Street in Edinburgh. John Rhind lebte in seinen letzten Jahren in St. Helens in der Cambridge Street, südlich von Edinburgh Castle. Er starb am 5. April 1892, wenige Tage nachdem er zum Mitglied der Royal Scottish Academy gewählt worden war, und wurde auf dem Warriston Friedhof in Edinburgh beigesetzt. Sein Grabmal wurde von seinem Sohn John Massey Rhind geschaffen. Er war auch der Vater des Bildhauers William Birnie Rhind und des Architekten Thomas Duncan Rhind.

## Werk
John Rhinds Stil ist durch eine Mischung neugotischer und klassizistischer Elemente gekennzeichnet. Er arbeitete häufig in Stein und schuf sowohl figürliche als auch ornamentale Werke. Seine Werke zeichnen sich durch Detailreichtum und handwerkliche Präzision aus. John Rhind war bekannt für seine monumentalen Skulpturen und dekorativen Arbeiten an öffentlichen Gebäuden in Edinburgh. Zu seinen wichtigsten Werken zählen
- Das Einhorn auf dem Mercat Cross in der Royal Mile (1869)
- Die Skulpturen am Westportal von St. Giles’ Cathedral, einschließlich der Kanzel und des Taufbeckens (1883–1884)
- Das Denkmal für Catherine Sinclair in der Nähe des Charlotte Square (1866–1868)
- Die Statue von Sir William Chambers vor dem Museum of Science and Art (1891)
- Die Skulptur der griechischen Göttin Nike auf der Kuppel der Bank of Scotland in der Bank Street (1864–1870)